# Moritz Hartmann (voetballer)
Moritz Hartmann (Oberviechtach, 20 juni 1986) is een Duits professioneel voetballer die doorgaans speelt als spits. In 2009 verruilde hij 1. FC Köln voor FC Ingolstadt 04.

## Clubstatistieken
| Seizoen | Club             | Competitie    | Competitie | Competitie | Beker | Beker | Internationaal | Internationaal | Totaal | Totaal |
| Seizoen | Club             | Competitie    | Wed.       | Dlp.       | Wed.  | Dlp.  | Wed.           | Dlp.           | Wed.   | Dlp.   |
| ------- | ---------------- | ------------- | ---------- | ---------- | ----- | ----- | -------------- | -------------- | ------ | ------ |
| 2006/07 | 1. FC Köln II    | Oberliga      | 19         | 7          | —     | —     | —              | —              | 19     | 7      |
| 2007/08 | 1. FC Köln II    | Oberliga      | 34         | 12         | —     | —     | —              | —              | 34     | 12     |
| 2008/09 | 1. FC Köln II    | Regionalliga  | 27         | 11         | —     | —     | —              | —              | 27     | 11     |
| 2009/10 | FC Ingolstadt 04 | 3. Liga       | 33         | 3          | 1     | 0     | —              | —              | 34     | 3      |
| 2010/11 | FC Ingolstadt 04 | 2. Bundesliga | 33         | 3          | 2     | 1     | —              | —              | 35     | 4      |
| 2011/12 | FC Ingolstadt 04 | 2. Bundesliga | 15         | 4          | 1     | 2     | —              | —              | 16     | 6      |
| 2012/13 | FC Ingolstadt 04 | 2. Bundesliga | 16         | 1          | 0     | 0     | —              | —              | 16     | 1      |
| 2013/14 | FC Ingolstadt 04 | 2. Bundesliga | 24         | 7          | 0     | 0     | —              | —              | 24     | 7      |
| 2014/15 | FC Ingolstadt 04 | 2. Bundesliga | 29         | 5          | 0     | 0     | —              | —              | 29     | 5      |
| 2015/16 | FC Ingolstadt 04 | Bundesliga    | 30         | 12         | 1     | 1     | —              | —              | 31     | 13     |
| 2016/17 | FC Ingolstadt 04 | Bundesliga    | 10         | 0          | 2     | 0     | —              | —              | 12     | 0      |
| Totaal  | Totaal           | Totaal        | 278        | 85         | 8     | 4     | 0              | 0              | 286    | 89     |

Bijgewerkt op 16 november 2016.

## Erelijst
| 2. Bundesliga | 1 | 2014/15 |